# كلاوديو ميراندا
كلاوديو ميراندا (بالإسبانية: Claudio Miranda)‏ (و. 1972 – م) هو مصور سينمائي، من تشيلي، ولد في سانتياغو.

## جوائز وترشيحات
حصل على جوائز منها:
- جائزة الأوسكار لأفضل تصوير سينمائي، عن عمل: حياة باي.

ترشح لـ:
- جائزة الأوسكار لأفضل تصوير سينمائي، عن عمل: حالة بنجامين بوتون الغريبة
- جائزة الأوسكار لأفضل تصوير سينمائي، عن عمل: حياة باي.

## وصلات خارجية
- كلاوديو ميراندا على موقع IMDb (الإنجليزية)
- كلاوديو ميراندا على موقع ألو سيني (الفرنسية)
- كلاوديو ميراندا على موقع ميوزك برينز (الإنجليزية)
- كلاوديو ميراندا على موقع أول موفي (الإنجليزية)
- كلاوديو ميراندا على موقع قاعدة بيانات الأفلام السويدية (السويدية)
- كلاوديو ميراندا على موقع قاعدة بيانات الفيلم (الإنجليزية)
- كلاوديو ميراندا على موقع كينوبويسك (الروسية)